# Na Karczmarkach
Na Karczmarkach – część wsi Kosowice w Polsce, położona w województwie świętokrzyskim, w powiecie ostrowieckim, w gminie Bodzechów.
W latach 1975–1998 Na Karczmarkach administracyjnie należało do województwa kieleckiego.